# Gare de Naumovićevo
La gare de Naumovićevo (en serbe cyrillique : Железничка станица у Наумовићеву ; en serbe latin : Železnička stanica u Naumovićevu) est située près de Subotica, dans la province de Voïvodine et dans le district de Bačka septentrionale, en Serbie. Elle est inscrite sur la liste des monuments culturels protégés de la République de Serbie (identifiant no SK 1801).

## Présentation
Parmi les gares construites dans les années 1900 près de Subotica figure celle de Naumovićevo. Construite vers 1910, elle est caractéristique du style de la Sécession hongroise.
L'espace est distribué de manière fonctionnelle. Le rez-de-chaussée est réservé aux espaces commerciaux et à la circulation des voyageurs, tandis que l'étage assure une fonction résidentielle. L'espace réservé aux voyageurs est l'espace central qui est conçu comme une avancée dotée d'un portail et qui, à l'étage, est décorée de bandes verticales en briques.